# كتشلر
كتشلر (بالإنجليزية: Kachalar)‏ هي مستوطنة تقع في قسم اجارود الشمالي الريفي في إيران. يقدر عدد سكانها بـ 68 نسمة .